# Índice de Explosividade Vulcânica

Correlação entre o IEV e volume ejetado

O Índice de Explosividade Vulcânica (ou IEV) compara a violência de diferentes erupções vulcânicas. Considera diversos factores como a altura da pluma ou coluna da explosão, o volume do material emitido e a duração da erupção.

## Classificações
- IEV 0: Erupções não explosivas com plumas inferiores a 100 m de altura; emissão inferior a 1000 m³ de piroclastos; duração variável; ex. Kilauea, Havaí, 1983.

- IEV 1: Erupção suave com pluma entre 100–1000 m altura; emissão inferior a 10 000 m³ de piroclastos; explosões até 1 h; ex. Stromboli, Itália.

- IEV 2: Erupção explosiva com pluma entre 1–5 km de altura; emissão até 0,01 km³ de piroclastos; duração entre 1-6 h; ex. Colima, México, 1991.

- IEV 3: Erupção intensa com pluma entre 3–15 km de altura; emissão de 0,01-0,1 km³ de piroclastos; duração entre 1-12 h; ex. Nevado del Ruiz, Colômbia, 1985.

- IEV 4: Erupção catastrófica com pluma entre 10–25 km de altura; emissão de 0,1–1 km³ de piroclastos; duração entre 1-12 h; ex. Sakurajima, Japão, 1914.

- IEV 5: Erupção catastrófica com pluma superior a 25 km de altura; emissão de 1–10 km³ de piroclastos; duração entre 6-12 h; ex. Monte Santa Helena, Estados Unidos, 1980.

- IEV 6: Erupção colossal com pluma superior a 25 km de altura; emissão de 10–100 km³ de piroclastos; duração superior a 12 h; ex. Krakatoa, Indonésia, 1883.

- IEV 7: Erupção super-colossal com pluma superior a 25 km de altura; emissão de 100–1000 km³ de piroclastos; duração superior a 12 h; ex. Tambora, Indonésia, 1815.

- IEV 8: Erupção mega-colossal; emissão superior a 1000 km³ de piroclastos; Yellowstone, EUA, há 640 000 anos.